# Alexandre Dumeilet
Alexandre Dumeilet est un homme politique français né le 1er octobre 1772 à Évreux (Eure) et mort le 6 octobre 1833 à Évreux.

## Biographie
Propriétaire, maire d'Évreux en 1816, Alexandre Dumeilet est député de l'Eure de 1817 à 1820 et de 1827 à 1833, siégeant à l'extrême gauche. Il signe l'adresse des 221.

## Distinctions
- Chevalier de la Légion d'honneur (1830).

## Sources
- Ressources relatives à la vie publique :   - base Léonore
  - Base Sycomore
- Notice dans un dictionnaire ou une encyclopédie généraliste :   - Deutsche Biographie
- Notices d'autorité :   - VIAF
  - BnF (données)
  - IdRef
  - GND
- « Alexandre Dumeilet », dans Adolphe Robert et Gaston Cougny, Dictionnaire des parlementaires français, Edgar Bourloton, 1889-1891 [détail de l’édition]